# Де ла Крус, Ада
Ада де ла Крус Рамирес (исп. Ada de la Cruz Ramírez; род. 15 июня 1986, Вилья-Мелья, Доминиканская Республика) — участница конкурсов красоты. Стала первой вице-мисс на конкурсе Мисс Вселенная 2009.

## Биография
Ада родилась в Вилья-Мелья в провинции Сан-Кристобаль и переехала семьёй в Вилья-Альтаграсия, вернувшись[уточнить] в Санто-Доминго в возрасте 14 лет вместе с матерью Аной Мартинес Рамирес, дедушкой и бабушкой Селестой Рамирес и Вентурой Гарабито, братом Адрианом и маленькой кузиной. В доминиканской прессе она известна под именем Dominican Cinderella (Доминиканская Золушка) в честь своей бабушки.
Впервые участвовала в конкурсах красоты, победив на конкурсе Мисс Мира Доминиканская республика 2007, а потом вошла в топ-16 на конкурсе Мисс мира 2007 и получила титул Miss World Beach Beauty 2007. Приняла участие в мероприятиях Miami Fashion Week, New York Fashion Week, Dominicana Moda и других.
Позже победила на Мисс Вселенная Доминиканская республика 2009. Представляла Доминиканскую республику на конкурсе Мисс Вселенная 2009, став первой вице-мисс. 
Ада вышла замуж за Ивана Нова, профессионального бейсболиста команды «Питтсбург Пайрэтс».